# ¡Que viva la música! (película)
¡Que viva la música! es una película colombo-mexicana estrenada en el año 2015, basada en la novela homónima del escritor caleño Andrés Caicedo y protagonizada por Paulina Dávila. Cuenta la historia de María del Carmen, una joven que abandona su hogar para experimentar el ambiente de la música y el baile en la ciudad de Cali. La película fue reconocida como la mejor coproducción en el Festival de Cine Latinoamericano de Sao Paulo en el año 2015.

## Sinopsis
Dejándose llevar por el entorno musical de Cali, la joven María del Carmen abandona su hogar sin pensar en las consecuencias, probando todo lo que su provocativa ciudad tiene para ofrecerle. 

## Reparto
- Paulina Dávila - María del Carmen Huerta
- Alejandra Ávila - Mariángela
- Juan Aguirre - Dino
- Luis Arrieta	- Leopoldo
- Juan Pablo Barragán - Rubén Paces
- Nelson Camayo - Bárbaro
- David Cantor - Ricardito
- Javier Gardeazábal - Flaco Flores
- David Guerrero - Padre de María del Carmen
- Luz Ángela Pulido - Madre de María del Carmen
- Astrid Ramírez - María Iata
- Jorge Vidal - bailarín principal de salsa
- María Candanoza - bailarina principal de salsa